# 湖南路23-25号波特尔公寓
36°3′51″N 120°19′02″E / 36.06417°N 120.31722°E
湖南路23-25号波特尔公寓，俗称“洋人楼”，位于中国山东省青岛市市南区湖南路23-25号，约建于1905年，最初为德占时期建筑公司贝泥各公司所建设的公寓，现为市南区一般不可移动文物。

## 历史
湖南路23-25号（明水路6号）约建于1905年，最初为德商贝泥各公司（H. Bernick & Pötter）所建。贝泥各公司为德国人赫尔曼·伯恩尼克（Hermann Bernick）与卡尔·波特尔（Karl Pötter）所创办，在1900年代初青岛大港建设期间承包了大量土石方工程，后来在市内建设了数座公寓，公司位于汉堡街（Hamburger Straße，今河南路南段）。1909年，伯恩尼克与波特尔结束合作关系，离开青岛，波特尔继续经营公司，直至1914年青岛战役爆发。波特尔最终病逝于日本战俘营。有资料称该楼曾为青岛赛马协会马场总管布洛沙斯基住宅。现为民居。2006年5月20日，该建筑列入第二批青岛市历史优秀建筑。2012年11月6日，该建筑列入市南区未核定为文物保护单位的不可移动文物（一般不可移动文物）名录。

## 建筑特色
湖南路23-25号位于湖南路明水路路口的街角处，楼高2层，其外立面设计着力于街角处，建有一处带有盔状塔顶的阳台，被称为“隐蔽塔楼”，其后侧起山墙，此种处理别具特色。主入口位于临湖南路的南立面，内部铺设木制地板。
该楼南侧阳台上曾有一对精致的人头雕塑装饰，因此该楼被附近居民称为“洋人楼”，现已不存。

## 图集
- 建造中的湖南路23-25号，1905年9月
- 湖南路23-25号旧影，1910年代
- 德占时期的湖南路（右）明水路路口，中央为今湖南路23-25号贝
- 湖南路23-25号街角视角，2015年3月